# Longvilliers (Yvelines)
Longvilliers és un municipi francès, situat al departament d'Yvelines i a la regió de Illa de França. L'any 2007 tenia 493 habitants.
Forma part del cantó de Rambouillet, del districte de Rambouillet i de la Comunitat d'aglomeració Rambouillet Territoires.

## Demografia

### Població
El 2007 la població de fet de Longvilliers era de 493 persones. Hi havia 174 famílies, de les quals 36 eren unipersonals (20 homes vivint sols i 16 dones vivint soles), 43 parelles sense fills, 87 parelles amb fills i 8 famílies monoparentals amb fills.
La població ha evolucionat segons el següent gràfic:
Habitants censats

### Habitatges
El 2007 hi havia 214 habitatges, 183 eren l'habitatge principal de la família, 21 eren segones residències i 9 estaven desocupats. 212 eren cases i 1 era un apartament. Dels 183 habitatges principals, 152 estaven ocupats pels seus propietaris, 23 estaven llogats i ocupats pels llogaters i 9 estaven cedits a títol gratuït; 1 tenia una cambra, 5 en tenien dues, 23 en tenien tres, 36 en tenien quatre i 118 en tenien cinc o més. 152 habitatges disposaven pel capbaix d'una plaça de pàrquing. A 60 habitatges hi havia un automòbil i a 114 n'hi havia dos o més.

### Piràmide de població
La piràmide de població per edats i sexe el 2009 era:
| Homes | Edats   | Dones |
| ----- | ------- | ----- |
| 0     | 95 o +  | 0     |
| 0     | 90 a 94 | 0     |
| 0     | 85 a 89 | 0     |
| 16    | 80 a 84 | 4     |
| 0     | 75 a 79 | 12    |
| 12    | 70 a 74 | 4     |
| 12    | 65 a 69 | 8     |
| 8     | 60 a 64 | 12    |
| 8     | 55 a 59 | 24    |
| 24    | 50 a 54 | 12    |
| 28    | 45 a 49 | 24    |
| 12    | 40 a 44 | 28    |
| 12    | 35 a 39 | 12    |
| 12    | 30 a 34 | 4     |
| 12    | 25 a 29 | 8     |
| 12    | 20 a 24 | 8     |
| 12    | 15 a 19 | 32    |
| 4     | 10 a 14 | 24    |
| 12    | 5 a 9   | 8     |
| 0     | 0 a 4   | 4     |

## Economia
El 2007 la població en edat de treballar era de 339 persones, 249 eren actives i 90 eren inactives. De les 249 persones actives 235 estaven ocupades (134 homes i 101 dones) i 14 estaven aturades (6 homes i 8 dones). De les 90 persones inactives 27 estaven jubilades, 28 estaven estudiant i 35 estaven classificades com a «altres inactius».

### Ingressos
El 2009 a Longvilliers hi havia 186 unitats fiscals que integraven 501 persones, la mediana anual d'ingressos fiscals per persona era de 32.093 €.

### Activitats econòmiques
Dels 30 establiments que hi havia el 2007, 1 era d'una empresa de fabricació d'altres productes industrials, 5 d'empreses de construcció, 3 d'empreses de comerç i reparació d'automòbils, 3 d'empreses d'informació i comunicació, 3 d'empreses immobiliàries, 10 d'empreses de serveis, 2 d'entitats de l'administració pública i 3 d'empreses classificades com a «altres activitats de serveis».
Dels 6 establiments de servei als particulars que hi havia el 2009, 1 era un taller de reparació d'automòbils i de material agrícola, 1 fusteria, 1 empresa de construcció, 1 agència immobiliària i 2 salons de bellesa.
L'any 2000 a Longvilliers hi havia 7 explotacions agrícoles que ocupaven un total de 424 hectàrees.

## Equipaments sanitaris i escolars
El 2009 hi havia una escola maternal integrada dins d'un grup escolar amb les comunes properes formant una escola dispersa.

## Poblacions més properes
El següent diagrama mostra les poblacions més properes.